# Евстафий Малеин
Евстафий Малеин (греч. Εὐστάθιος Μαλεΐνος) — византийский полководец и один из самых богатых и влиятельных представителей малоазийской военной аристократии в конце X века. Занимал высшие административные и военные посты на Востоке и участвовал в аристократических восстаниях против императора Василия II, сражаясь против Варды Склира, но поддерживая восстание своего племянника Варды Фоки. После провала последнего он не был наказан, но его огромное богатство привело к его окончательному падению, поскольку Василий II заключил его в особняк в Константинополе и конфисковал его богатство после смерти.

## Биография
Евстафий был сыном высокопоставленного полководца и многолетнего стратига фемы Каппадокия Константина Малеина. Семья Малеинов к тому времени, главным образом благодаря своей тесной связи с семьёй Фок, стала одним из самых важных и влиятельных кланов в землевладельческой аристократии Малой Азии (Анатолии), которая дала Византию большинство полководцев. Таким образом, Евстафий для занятия высокого поста мог рассчитывать как на значительный авторитет своей семьи, так и на её опыт в военных вопросах. Он стал стратигом фемы Ликанд до того, как его двоюродный брат и император Никифор II Фока (пр. 963—969), назначил его также первым византийским дуксом Антиохии после захвата города в октябре 969 г. Примерно через год после убийства Никифора II в декабре 969 г. Малеин был переведён новым правителем Иоанном I Цимисхием (пр. 969—976) на пост губернатора Тарса в Киликии, эту должность он все ещё занимал в 976 г. с приходом к власти Василия II.
Обретение новым императором контроля над правительством не осталось без возражений со стороны военной аристократии, которая с опорой на армию, большие поместья и обширную сеть клиентов доминировала в нём предыдущие 13 лет в ходе правления Никифора и Иоанна как номинальных регентов Василия и его младшего брата Константина VIII. Так, вскоре после смерти Цимисхия в январе 976 г. императором был провозглашён его главный сторонник и доместик Востока Варда Склир. Сторонник Фоки и, следовательно, противник Цимисхия Малеин, остался верен Василию. Хотя ему не удалось предотвратить переход мятежа из территорий вокруг Мелитены через Антитавр в собственно Анатолию и потерпел тяжёлое поражение в конце лета 976 года, он продолжал борьбу с врагами императора до окончательного подавления восстания в 979 г.
Однако для более успешной борьбы с повстанцами Василий и его главный министр и паракимомен Василий Лакапин отозвали из ссылки в 978 г. и назначили командовать восточными армиями племянника Никифора II Фоки Варду Младшего. После победы над Склиром тот организовал заговор с целью свержения Василия. Конфликт вспыхнул не сразу, но обе стороны урегулировали то, что историк Марк Уиттоу называет «холодной войной». В 985 г. император сначала уволил или понизил в должности ряд верных Фокам генералов на востоке Византии, сам Варда был понижен до дукса Антиохии, а Евстафий Малеин был уволен из армии. Однако в 986 г., после унизительного поражения императора у Траяновых ворот от болгар и возвращения Склира из изгнания в аббасидском Багдаде, Василий II был вынужден вновь назначить Варду Фоку главнокомандующим Востока. Фока вскоре обманом выманил Склира на встречу и арестовал его, но решающая борьба за власть была уже неизбежна: 15 августа или 14 сентября 987 г. в доме Малеина в феме Харсиан собравшиеся ведущие аристократические семьи провозгласили Фоку императором.
Восстание Фоки быстро распространилось по всей Анатолии. В конце концов Василий, остро нуждавшийся в верных войсках, нашёл поддержку в Киевской Руси: в обмен на брак сестры Анны с князем Владимиром Святославичем, тот отправил 6 тыс. отряд, с которым удалось подавить восстание, а сам Фока пал в битве. За исключением нескольких старших соратников покойного, Василий довольно милостливо обошёлся с мятежниками. Таким образом, несмотря на то, что он был одним из самых видных сторонников Фоки, Малеину было разрешено сохранить придворный титул магистра и обширные поместья.
Однако в 995 г., когда император возвращался из кампании против Фатимидов в Сирии, он остановился в поместьях Малеина, который щедро обеспечивал потребности императорской свиты и армии из собственных средств. Василий был очень впечатлён и встревожен этим проявлением богатства и власти; он взял с собой Малеина в Константинополь в качестве фактического заложника, а в январе 996 г. издал новый закон против незаконного присвоения общинных деревенских земель землевладельческой аристократией (динатами) с целью ослабить их. Пребывавший в столице Малеин имел хороший уход, но, по словам летописца Иоанна Скилицы, «снабдив его в изобилии всем необходимым, Василий задержал Евстафия, как если бы он кормил дикого зверя в клетке». После его смерти поместья и состояние были конфискованы императором.